# Parabrotica
Parabrotica là một chi bọ cánh cứng trong họ Chrysomelidae.
Chi này được miêu tả khoa học năm 1961 bởi Bechyne & Bechyne.

## Các loài
Các loài trong chi này gồm:
- Parabrotica decolor Bechyne & Bechyne, 1961
- Parabrotica litura (Weise, 1921)
- Parabrotica subtilis (Weise, 1921)